# Sturnus
Sturnus – rodzaj ptaków z rodziny szpakowatych (Sturnidae).

## Występowanie
Rodzaj obejmuje gatunki występujące w Eurazji i północnej Afryce.

## Morfologia
Długość ciała 21–22 cm, masa ciała 55–100 g.

## Systematyka

### Etymologia
Łacińskie sturnus – „szpak”.

### Podział systematyczny
Do rodzaju należą następujące gatunki:
- Sturnus vulgaris Linnaeus, 1758 – szpak zwyczajny
- Sturnus unicolor Temminck, 1820 – szpak jednobarwny